# Нью-Касл (Індіана)
Нью-Касл (англ. New Castle) — місто (англ. city) в США, в окрузі Генрі штату Індіана. Населення — 17 396 осіб (2020).

## Географія
Нью-Касл розташований за координатами 39°55′11″ пн. ш. 85°22′12″ зх. д. / 39.91972° пн. ш. 85.37000° зх. д. (39.919835, -85.370064).  За даними Бюро перепису населення США в 2010 році, місто мало площу 18,95 км², з яких 18,89 км² — суходіл та 0,05 км² — водойми.

### Клімат
| Клімат : Нью-Касл     | Клімат : Нью-Касл | Клімат : Нью-Касл | Клімат : Нью-Касл | Клімат : Нью-Касл | Клімат : Нью-Касл | Клімат : Нью-Касл | Клімат : Нью-Касл | Клімат : Нью-Касл | Клімат : Нью-Касл | Клімат : Нью-Касл | Клімат : Нью-Касл | Клімат : Нью-Касл | Клімат : Нью-Касл |
| Показник              | Січ.              | Лют.              | Бер.              | Квіт.             | Трав.             | Черв.             | Лип.              | Серп.             | Вер.              | Жовт.             | Лист.             | Груд.             | Рік               |
| Середній максимум, °C | 3,3               | 5,0               | 8,3               | 16,7              | 22,8              | 27,8              | 30,6              | 29,4              | 26,1              | 20,0              | 10,0              | 3,3               | 17,0              |
| Середній мінімум, °C  | −6,7              | −5                | −2,8              | 3,9               | 9,4               | 15,0              | 16,7              | 15,0              | 10,0              | 4,4               | −2,2              | −6,7              | 4,3               |
| Норма опадів, мм      | 84                | 71                | 76                | 109               | 109               | 124               | 91                | 74                | 66                | 58                | 74                | 64                | 1001              |
| Днів з опадами        | 6,6               | 5,9               | 6,1               | 6,9               | 6,9               | 7,7               | 6,3               | 5,5               | 4,4               | 4,0               | 4,9               | 5,5               | 70,7              |
| --------------------- | ----------------- | ----------------- | ----------------- | ----------------- | ----------------- | ----------------- | ----------------- | ----------------- | ----------------- | ----------------- | ----------------- | ----------------- | ----------------- |
| Джерело: Weatherbase  |                   |                   |                   |                   |                   |                   |                   |                   |                   |                   |                   |                   |                   |

## Демографія
Згідно з переписом 2010 року, у місті мешкало 18 114 осіб у 7769 домогосподарствах у складі 4660 родин. Густота населення становила 956 осіб/км².  Було 9002 помешкання (475/км²).
Расовий склад населення:
| - 95,1 % — білих - 1,9 % — чорних або афроамериканців - 0,4 % — азіатів - 0,2 % — корінних американців |

До двох чи більше рас належало 1,8 %. Частка іспаномовних становила 1,7 % від усіх жителів.
За віковим діапазоном населення розподілялося таким чином: 23,4 % — особи молодші 18 років, 59,9 % — особи у віці 18—64 років, 16,7 % — особи у віці 65 років та старші. Медіана віку мешканця становила 39,5 року. На 100 осіб жіночої статі у місті припадало 87,6 чоловіків;  на 100 жінок у віці від 18 років та старших — 83,6 чоловіків також старших 18 років.
Середній дохід на одне домашнє господарство  становив 40 843 долари США (медіана — 32 840), а середній дохід на одну сім'ю — 51 057 доларів (медіана — 43 091). Медіана доходів становила 36 498 доларів для чоловіків та 30 889 доларів для жінок. За межею бідності перебувало 23,8 % осіб, у тому числі 30,8 % дітей у віці до 18 років та 14,7 % осіб у віці 65 років та старших.
Цивільне працевлаштоване населення становило 6644 особи. Основні галузі зайнятості: освіта, охорона здоров'я та соціальна допомога — 26,0 %, виробництво — 22,7 %, роздрібна торгівля — 10,9 %, мистецтво, розваги та відпочинок — 9,1 %.

## Народилися
- Річард М. Гудвін[en] (1913-1996) — американський математик і економіст.